# Municipio de Union (condado de Plymouth)
El municipio de Union (en inglés: Union Township) es un municipio ubicado en el condado de Plymouth en el estado estadounidense de Iowa. En el año 2010 tenía una población de 189 habitantes y una densidad poblacional de 2,04 personas por km².

## Geografía
El municipio de Union se encuentra ubicado en las coordenadas 42°41′32″N 96°2′15″O / 42.69222, -96.03750. Según la Oficina del Censo de los Estados Unidos, el municipio tiene una superficie total de 92.72 km², de la cual 92,72 km² corresponden a tierra firme y (0 %) 0 km² es agua.

## Demografía
Según el censo de 2010, había 189 personas residiendo en el municipio de Union. La densidad de población era de 2,04 hab./km². De los 189 habitantes, el municipio de Union estaba compuesto por el 94,71 % blancos, el 1,06 % eran asiáticos, el 2,65 % eran de otras razas y el 1,59 % eran de una mezcla de razas. Del total de la población el 2,65 % eran hispanos o latinos de cualquier raza.